# タンジョン・パガー駅
タンジョン・パガー駅（タンジョン・パガーえき、英語:Tanjong Pagar MRT Station）は、シンガポールにある、MRT東西線の地下駅。

## 駅構造
島式1面2線のホームを持つ駅。
| A | ■東西線 | パシール・リス・チャンギ・エアポート方面 |
| B | ■東西線 | ブーン・レイ・ジュロン・イースト方面     |

## 駅周辺
- シンガポール仏牙寺龍華院
- Don Don Donki100AM店（2018年6月14日オープン[1]）

## 歴史
- 1987年12月12日 開業

## 参照
1. ↑  2018年6月14日(木) 「DON DON DONKI 100AM店」オープン! 2018年5月23日 パン・パシフィック・インターナショナルホールディングス閲覧。